# Chrysoperla downesi
Chrysoperla downesi là một loài côn trùng trong họ Chrysopidae thuộc bộ Neuroptera. Loài này được Smith miêu tả năm 1932.